# Острогорское (Акмолинская область)
Острого́рское (каз. Острогорское) — село в Буландынском районе Акмолинской области Казахстана. Входит в состав Айнакольского сельского округа. Код КАТО — 114051500.

## География
Село расположено в юго-западной части района, на берегу реки Аршалы, на расстоянии примерно 95 километров (по прямой) к юго-западу от административного центра района — города Макинск, и в 8 километрах к северо-западу от административного центра сельского округа — села Айнаколь. 
Абсолютная высота — 300 метров над уровнем моря.
Ближайшие населённые пункты: село Новый Колутон на юго-западе, село Новобратское на севере, село Айнаколь на юго-востоке.
Южнее села проходит автомобильная дорога областного значения — КС-8 «Новый Колутон — Акколь — Азат — Минское».

## Население
В 1989 году население села составляло 366 человек (из них русские — 34%, немцы — 32%).
В 1999 году население села составляло 230 человек (102 мужчины и 128 женщин). По данным переписи 2009 года, в селе проживал 161 человек (75 мужчин и 86 женщин).
| Численность населения | Численность населения | Численность населения |
| 1989                  | 1999                  | 2009                  |
| --------------------- | --------------------- | --------------------- |
| 366                   | ↘230                  | ↘161                  |

## Улицы[5]
- ул. Степная
- ул. Школьная